# Яменко
Яменко (пол. Jamienko, нім. Königsgnade) — село в Польщі, у гміні Тучно Валецького повіту Західнопоморського воєводства.
Населення — 122 особи (2011).
У 1975-1998 роках село належало до Пільського воєводства.

## Демографія
Демографічна структура станом на 31 березня 2011 року:
|          | Загалом | Допрацездатний вік | Працездатний вік | Постпрацездатний вік |
| -------- | ------- | ------------------ | ---------------- | -------------------- |
| Чоловіки | 58      | 11                 | 42               | 5                    |
| Жінки    | 64      | 8                  | 41               | 15                   |
| Разом    | 122     | 19                 | 83               | 20                   |